# Jacob Yarassoula Yarabatioula
 (mars 2025).
Jacob Yarassoula Yarabatioula est un sociologue, enseignant-chercheur burkinabè et specialiste des industries culturelles et créatives. Il est directeur général de l’École nationale d’administration et de magistrature (ENAM) du Burkina Faso depuis août 2022.

## Biographie

### Enfance et études
Originaire de Pô, dans la région du Centre-Sud du Burkina Faso, Jacob Yarassoula Yarabatioula a grandi dans un environnement modeste. Passionné par les sciences sociales, il obtient une maîtrise en sociologie avant de poursuivre ses études supérieures.
Il complète avec un diplôme en management des industries culturelles à  l’Université Senghor d’Alexandrie , puis soutient une thèse de doctorat en sciences de l’information et de la communication à l’Université Grenoble-Alpes, en France.

### Carrière professionnelle
De retour au Burkina Faso en 2013, il intègre l’Université Joseph Ki-Zerbo en tant qu’enseignant-chercheur où il a contribué à la formation dans les domaines des arts, de la gestion et de l’administration culturelle. Ses travaux se concentrent sur les industries culturelles et créatives, domaine dans lequel il est considéré comme un pionnier au Burkina Faso. En août 2022, il est nommé directeur général de l’École nationale d’administration et de magistrature (ENAM), succédant ainsi à Awalou Ouédraogo.

### Engagements culturels
Avant sa nomination à la tête de l'ENAM, Jacob Yarabatioula a été impliqué dans des projets culturels majeurs. Il a coordonné les nuits atypiques de Koudougou (2007-2009)un festival de musique promouvant la diversité culturelle et a occupé le poste d’administrateur du centre de développement chorégraphique la Termitière (2012-2015). Par ailleurs, il est egalement président de l'Organisation pour le développement de la culture (ORDEC), une association qui soutient le développement culturel au Burkina Faso.

## Publications principales
Il est l’auteur de plusieurs ouvrages, dont : 
- Industries culturelles et créatives au Burkina Faso : Trajectoires et enjeux (2021)[6];
- Industries culturelles et créatives au Burkina Faso : Analyse des filières (2021)[12],[13];

Il a contribué à un rapport national intitulé La montée de l’insécurité transfrontalière : Ce que disent 800 Sahéliens.